# جيف جونسون (لاعب كرة قدم كندية)
جيف جونسون هو لاعب كرة قدم كندية كندي، ولد في 28 فبراير 1977 في تورونتو في كندا.